# Bán Péter (műfordító)
Bán Péter (Székelymuzsna, 1946. július 14. – Székelymuzsna, 2006. július) magyar pedagógus, író, műfordító.

## Életútja
Székelykeresztúron érettségizett, a Babeș–Bolyai Egyetemen magyar nyelv és irodalom szakos tanári képesítést szerzett. Vágás, Varság, Székelyderzs községekben és szülőfalujában, majd 1980-tól Farkaslakán tanított. 1995-ben lett rokkantnyugdíjas igen szerény nyugdíjjal. Hazaköltözött szülőfalujába, a Székelyföld peremvidékére, ahol a nemzeti kultúra megbecsülése és ápolása messze nincs előtérben, a minden napi fennmaradásért küzdenek.
Életének utolsó évtizedében „muzsnai remete”ként emlegették, magányosan és nagyon szorgalmasan alkotott, számos nyelvről fordított. A közélettől sem maradt távol.
2006 júliusában halva találták az írót és igen idős édesanyját a szülői házban. Jelentős kéziratos hagyaték maradt utána, szülőfalujának szülőházában emlékházat terveznek berendezni tiszteletére a Viharsarok Egyesület tagjai. 2008-ban még nem sikerült megegyezni az örökösökkel.

## Irodalmi munkássága
Irodalmi munkásságát a Napsugárban versírással kezdte; román, orosz, lett, litván, bolgár, cseh és szlovák költők verseinek fordításával a Korunk, Igaz Szó, Utunk, Dolgozó Nő, Ifjúmunkás, Brassói Lapok, Előre, Igazság, Hargita, Vörös Lobogó, Új Élet, Művelődés, Echinox, az ungvári Kárpáti Igaz Szó, a budapesti Új Tükör s a miskolci Napjaink hasábjain szerepelt. Műfordításai jelentek meg az Építő Amfion (1969), Égtájak (Budapest, 1976), A végtelenség szomja (Budapest, 1977), A lett irodalom kistükre (Budapest, 1977) c. antológiákban. Török, lett, litván, mordvin mesefordításait a Nagyapó mesefája sorozat közölte. Dsida Jenő és Kányádi Sándor verseit litván nyelven tolmácsolta a vilniuszi Literatura ir Menas c. irodalmi folyóiratban. A litván és a lett írószövetség vendégeként a Szovjetunióban járt (1971, 1979). Szülőfaluja tájszavait is összegyűjtötte (NyIrK, 1970/1).
1997. júniusban megjelent egy új folyóirat, a Székelyföld, amely Csíkszeredában látott napvilágot, alcíme: Társadalmi-közművelődési szemle, kiadja a LUX ED, felelős szerkesztője Bán Péter műfordító. A Székelyföld főszerkesztője Murgu Pál Antal. Folyóiratnak szánták, havonta kívánták megjelentetni. A lap él ma is, kiváló színvonalat képvisel a kultúra területén is, de mindjárt az elején más kezekbe került.
1998 tavaszán a kolozsvári Tinivár gondozásában megjelent Bán Péter Hetedhét Nép Meséi című könyve, amely bolgár, csuvas, kazak, lett, litván, mordvin és orosz népmeséket tartalmaz.
A 2000-es években mesefordításai Magyarországon is megjelentek.

## Bán Péter interjúi 2003-ban
- Bán Péter: Sepsiszéki Nagy Balázs – Orbán Balázs nyomában. Udvarhelyi Híradó Székelyudvarhely, 2003. február 21.
- Bán Péter: Hajbókolással, megalázkodásokkal nem lehet jogokat elérni. Könyvhéti beszélgetés Beke Györggyel. Hargita Népe, Csíkszereda, 2003. július 11.
- Bán Péter: Számomra Erdély sorsa jelenti az irodalmat. Beszélgetés Bartis Ferenc[5] íróval, az Összmagyar Testület alapító elnökével. Hargita Népe, Csíkszereda, 2003. szeptember 5.

## Művei
- Találkozások Tamási Áronnal; összegyűjt., vál. Bán Péter; Pallas-Akadémia, Csíkszereda, 2000 (Bibliotheca Transsylvanica)
- A csalogányok szépe; Hoppá!, Marosvásárhely, 2006

## Emlékezete
2011-ben szülőfalujában, Székelymuzsnán emlékszobát nyitottak.